# Leptogenys processionalis
Leptogenys processionalis é uma espécie de formiga do gênero Leptogenys, pertencente à subfamília Ponerinae.